# 다비트 야롤림
다비트 야롤림 (David Jarolím, 1979년 5월 17일, 차슬라프 (Čáslav) ~) 은 체코의 은퇴한 축구 선수이다. 포지션은 중앙 미드필더, 공격형 미드필더이다.

## 클럽
야롤림은 체코슬로바키아의 차슬라프에서 태어나, FC 바이에른 뮌헨으로 이적하기 전에 SK 슬라비아 프라하에서 선수 생활을 시작하였다. 1997년부터 2000년까지 세 시즌 간 바이에른 뮌헨에서 뛰었으나, 바이에른 뮌헨 1군으로 출전한 경기는 단 한 경기에 불과하였다.
야롤림은 2000-01 시즌 전, 2부 리그의 1. FC 뉘른베르크로 이적하였으며, 2001-02 시즌 뉘른베르크의 키 플레이어로 활약하며 다른 정상 클럽들의 관심을 끌었다.
2002-03 시즌 뉘른베르크가 강등된 후, 2003-04 시즌 함부르거 SV로 이적하였다. 이적 이후 함부르크의 중요 구성원이 되었으며, 라파얼 판 데르 파르트의 레알 마드리드 CF 이적 후에는 팀의 주장이 되었다.
2011-12 시즌 팀통산 10번째로최다출전선수가된 야롤림은 함부르거 SV를 떠나게 되었다.

## 대표팀
야롤림은 2005년 10월 8일 체코 축구 국가대표팀에 데뷔하였다. 2006년 FIFA 월드컵 체코 대표팀에 발탁되었으나 경기에는 출장하지 못했고, UEFA 유로 2008 예선에서는 체코가 산마리노를 7-0으로 이긴 경기에서 한 골을 넣었다.
UEFA 유로 2008에서는 조별 리그 3경기에 모두 출장했으나, 체코의 조별 리그 탈락을 막지는 못했다.